# Revivalismo

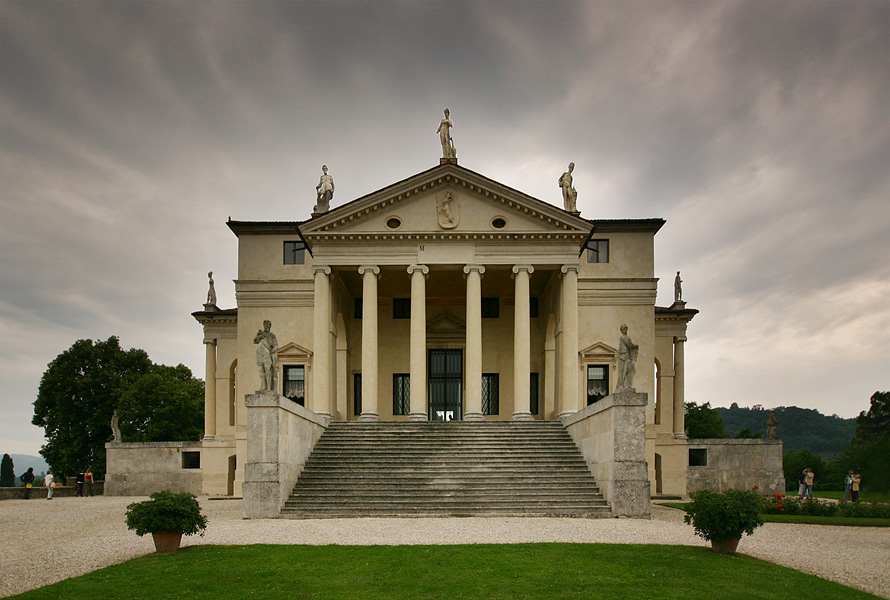
Andrea Palladio: Villa Rotonda, um dos exemplos mais célebres do revivalismo greco-romano dos séculos XIV a XVI conhecido universalmente como Renascimento.

O revivalismo é o fenômeno sócio-cultural que ocorreu muitas vezes ao longo da história universal e que procura resgatar princípios e tradições de tempos passados, seja para enfrentar desafios aparentemente insolúveis de sua própria época, seja quando uma corrente vital se esvai e nada parece surgir para preencher o vazio. Michael Horowitz define revivalismo como
"… uma ressurgência de valores espirituais e/ou culturais dentro de uma cultura que percebe a si mesma como decadente (…) em resposta à crescente neutralização daqueles valores por uma cultura percebida como dominante ou em via de se tornar dominante.".
Neste sentido, o revivalismo pode ser compreendido como um movimento de caráter conservador e defensivo, e é comum em sociedades cujo passado tem momentos de grandeza e esplendor, mas o termo tem sido usado em uma variedade de maneiras nos campos da política, da religião, da arquitetura, da literatura, da moda, da música e em outros mais, algumas vezes de modo positivo e restaurador — como uma referência antiga perene, acima da volubilidade dos tempos e da aparente decadência do presente — noutras claramente pejorativo, quando a recuperação do passado é considerada um arcaísmo reacionário e fora de moda pelas vanguardas do momento, e mesmo de modo mais neutro e flexível, quando o acervo de estilos antigos é visto como uma herança comum a todos que pode ser usada conforme nossa conveniência e vontade. Nesta última linha de apreciação se coloca, por exemplo, o arquiteto Ralph Adams Cram que, ao fazer uso de elementos neogóticos em estruturas modernas disse que "o estilo desenvolvido e aperfeiçoado por nossos ancestrais é incontestavelmente uma herança que nos pertence".

## Arte

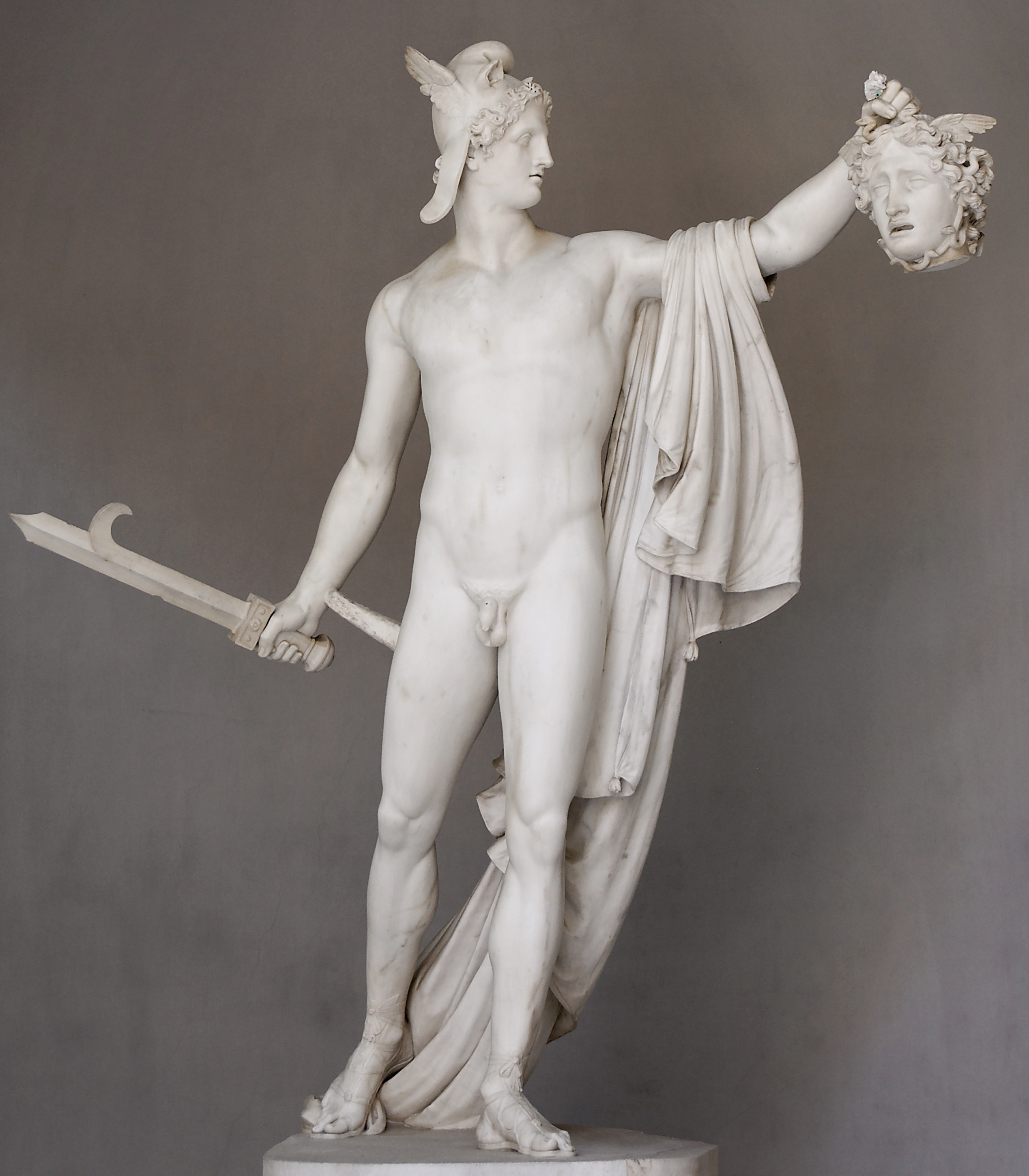
Antonio Canova: Perseu, recriação de protótipos gregos no século XIX durante o neoclassicismo.

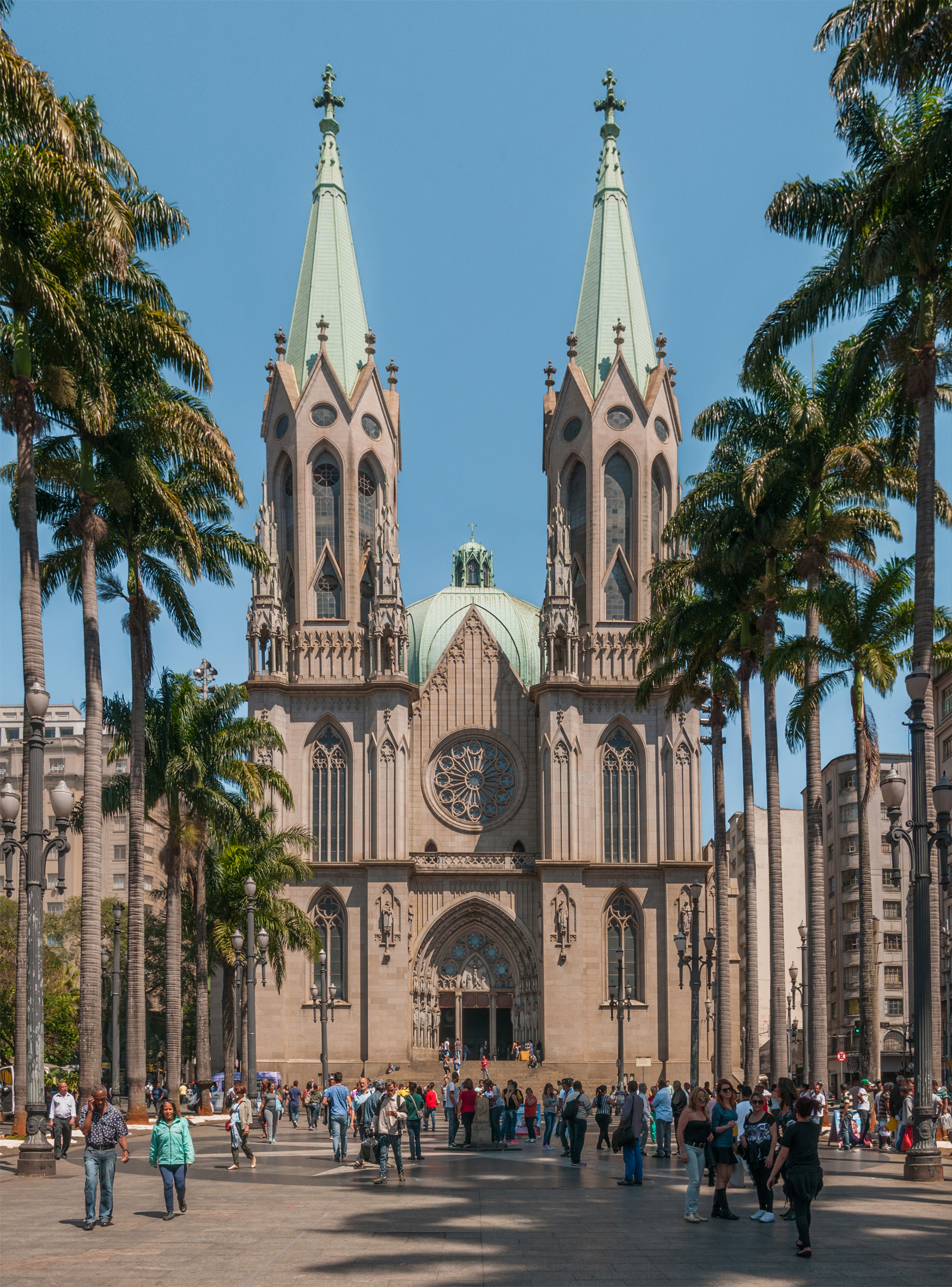
Catedral da Sé em São Paulo, exemplo do revivalismo gótico no Brasil.

Na arte movimentos importantes de caráter revivalista foram o Renascimento, o neoclassicismo e os romantismos historicistas que enfeixam uma variedade de subcorrentes (a literatura gótica, o neogótico, o neomanuelino, o neobarroco, o neorromânico), e que deixaram grande quantidade de monumentos em muitos países. O renascimento, o neoclassicismo e o neogótico foram de uma vitalidade extremamente fértil e em muitos sentidos original; como exemplo, durante o neogótico, cuja ênfase recaiu na arquitetura, se considera que foram construídos mais edifícios em estilo gótico a partir do século XIX do que no tempo de vigência original desta corrente estética na Idade Média.
Na música ocidental aspectos revivalistas consistentes são detectados apenas a partir da revalorização da arte medieval, barroca e neoclássica no início do século XX, depois de um longo predomínio das escolas românticas, embora casos pontuais sejam assinalados pelos exemplos famosos do barão Gottfried van Swieten, que organizava recitais de Bach e Haendel em pleno classicismo vienense, e de Mendelssohn, tido como um dos ressuscitadores da obra de Bach durante o romantismo alemão e incorporando princípios da música haendeliana em seus oratórios. Compositores modernos como Poulenc, Prokofiev, Stravinsky e Hindemith fizeram adaptações daqueles estilos para uma sonoridade moderna, mas existem hoje grupos e sociedades musicais dedicados somente à recriação literal de formas musicais antigas. De certa forma se pode afirmar que a maior parte da vida musical erudita do ocidente tem hoje caráter revivalista, sendo a proporção de música antiga ouvida em concertos largamente maior do que a produção contemporânea. A música dos séculos passados tem recebido grande impulso com a multiplicação das pesquisas musicológicas e dos grupos dedicados à interpretação de peças ao longo de linhas de reconstrução histórica, o que constitui um fenômeno inédito em toda a história da música ocidental, já que a música erudita moderna parece ser encarada com desconfiança pelo grande público.
No oriente, depois de mais de um século de pesada influência ocidental, muitos músicos têm se voltado para suas tradições antigas como marco da descolonização e como um modo de reafirmação de sua identidade, ainda que não sejam descartados os elementos da modernidade estrangeira, compondo um hibridismo multicultural. A música pop tem gerado um curioso fenômeno de sucessivos revivalismos em curto espaço de tempo a partir dos anos 50.

## Religião e política
O revivalismo religioso tem sido considerado por estudiosos como uma das forças mais importantes para desenvolvimentos para além das esfera religiosa, mesmo quando despido de conotações políticas e sociais, afetando as sociedades como um todo por sua índole emocional e sua dependência de líderes carismáticos capazes de mobilizar multidões. São bastante conhecidos os movimentos revivalistas protestantes na Inglaterra e nos Estados Unidos a partir do século XVIII, em especial as diversas ondas do chamado Grande Despertar, que tiveram grande impacto sobre a sociedade da América. Outro exemplo recente é o reagrupamento político de países islâmicos baseado em elementos religiosos fundamentalistas, onde o inimigo comum é o ocidente cristão tomado como um bloco. O sionismo pode ser encarado como um caso de revivalismo étnico-político-religioso, e outros movimentos nacionalistas também participam desta natureza multifacetada centrada em antigas tradições locais.
No seio da Igreja Católica algumas ordens religiosas buscaram uma reaproximação aos princípios originais do cristianismo em protesto contra a progressiva laicização da igreja, como foi o caso dos franciscanos. Outra vertente de revivalismo religioso é o surgimento de cultos neopagãos como a wicca, o neodruidismo, o odinismo e o reconstrucionismo helênico.
Na política e na ideologia o revivalismo étnico foi um dado importante para a ascensão do nazismo e do fascismo, que procuraram resgatar elementos raciais e culturais arcaicos considerados puros e nobres, como a raça ariana e a Roma Antiga, respectivamente. Especificamente na América acontece a partir de meados do século XX o revivalismo nativo, ligado a aspectos ecológicos e de sobrevivência dos povos indígenas.